# خط واملسو – تایپاله

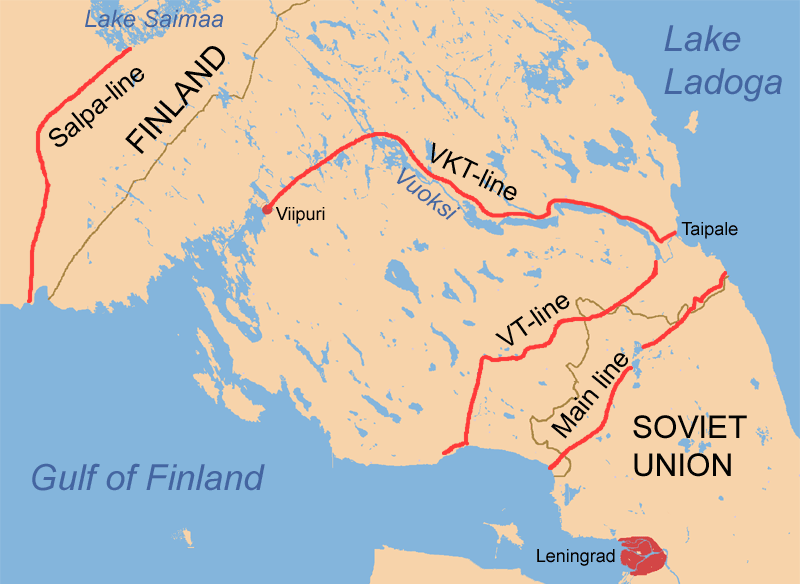

خط وامِلْسو – تایپاله (فنلاندی: VT-linja , سوئدی: VT-linjen , روسی: Карельский вал) یک خط دفاعی فنلاند بر روی باریکه کارلیا بود که در سال‌های ۱۹۴۲–۱۹۴۴ در طول جنگ مستمر کارایی داشت و از واملسو در ساحل شمالی خلیج فنلاند از طریق کوترسلکا و کیونناپا و در امتداد تایپلینیوکی تا تایپاله در ساحل غربی دریاچه لادوگا امتداد داشت.